# Deuxième circonscription de Farita
La deuxième circonscription de Farita est une des 135 circonscriptions législatives de l'État fédéré Amhara, elle se situe dans la Zone Sud Gonder. Son représentant actuel est Wendale Tassew Kassahun.